# Gesetz zur befristeten krisenbedingten Verbesserung der Regelungen für das Kurzarbeitergeld
Durch das 2020 erlassene Gesetz zur befristeten krisenbedingten Verbesserung der Regelungen für das Kurzarbeitergeld hat der Deutsche Bundestag die Bundesregierung ermächtigt, die für Kurzarbeit geltenden gesetzlichen Regelungen zu ändern. Dadurch sollen die wirtschaftlichen Folgen der COVID-19-Pandemie in Deutschland abgemildert werden.

## Inhalt
Dazu wurden durch das Gesetz entsprechende Verordnungsermächtigungen in das Dritte Buch Sozialgesetzbuch – Arbeitsförderung – und das Arbeitnehmerüberlassungsgesetz aufgenommen. Die Bundesregierung kann damit Verordnungen erlassen, die vorübergehend den Zugang zu Kurzarbeitergeld erleichtern sowie Leiharbeitnehmern den Bezug von Kurzarbeitergeld ermöglichen. Auf dieser Grundlage wurde am 25. März 2020 die Verordnung über Erleichterungen der Kurzarbeit (Kurzarbeitergeldverordnung) erlassen (BGBl. I S. 595).
Die Ermächtigungen sind bis zum 31. Dezember 2021 befristet.

## Gesetzgebungsverfahren
Das Gesetz zur befristeten krisenbedingten Verbesserung der Regelungen für das Kurzarbeitergeld wurde innerhalb eines Tages sowohl vom Deutschen Bundestag in drei Lesungen beschlossen als auch vom Bundesrat abschließend beraten. Das Gesetz aus dem Regierungsentwurf vom 12. März 2020 konnte damit schon am 15. März 2020 in Kraft treten. Das Gesetzgebungsverfahren bewies nach Auffassung von Experten, dass eine „funktionsfähige parlamentarische Demokratie“ schnell auf große Herausforderungen reagieren könne.